# Нереиды (пьеса)
«Нереиды» (др.-греч. Νηρηίδες) — трагедия древнегреческого драматурга Эсхила (первая половина V века до н. э.), вторая часть тетралогии о мифологическом персонаже Ахилле, известной под условным названием «Ахиллеида». Её текст почти полностью утрачен.
Заглавные героини пьесы — морские богини, сёстры Фетиды, которые вместе с ней выходят на троянский берег, услышав плач Ахилла. Они составляют хор. Текст трагедии почти полностью утрачен, поэтому неясно, в чём заключался сюжет; возможно, речь шла о примирении Ахилла с Агамемноном, описывались новые доспехи героя, а вестник мог рассказывать о победе Ахилла над Гектором.
В общей сложности Эсхил посвятил мифам об Ахилле не меньше трёх пьес, и антиковеды достаточно уверенно объединяют их в цикл с условным названием «Ахиллеида». «Нереиды» явно были второй частью этого цикла, после «Мирмидонян» и перед «Фригийцами, или Выкупом тела Гектора». В античную эпоху это были одни из самых прославленных пьес Эсхила, однако позже тексты трагедий были почти полностью утрачены. От «Нереид» сохранилось только несколько разрозненных фрагментов (фрг. 150—154 Radt).